# Johan Arajuuri

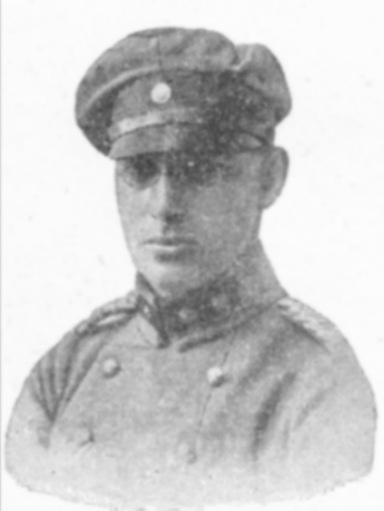
Johan Arajuuri.

Johan Viktor Arajuuri (till 1934 Ahlroth), född 23 juni 1894 i Värtsilä, död 28 februari 1961 i Helsingfors, var en finländsk poliskommendör och militär. 
Arajuuri anslöt sig 1915 till jägarbataljonen i Lockstedt, förde kompani- och bataljonsbefäl i finska inbördeskriget 1918 och var därefter bland annat kommendör för Åbolands militärlän 1933–1934 samt poliskommendör i Helsingfors 1934–1939. Under vinterkriget var han divisionskommendör (4. divisionen) på Karelska näset och under fortsättningskriget chef för militärförvaltningen över Östkarelen med generalmajors grad 1942–1943, varefter han återgick till poliskommendörsbefattningen i Helsingfors. Han avskedades 1944 och flyttade utomlands men återvände 1949 och trädde i affärslivets tjänst.